# زهير القيسي (سياسي)
زهير القيسي (1 يناير 1963-9 مارس 2012)، ويعرف أيضاً بكنيته أبو إبراهيم، هو الأمين العام الثالث وأحد مؤسسي لجان المقاومة الشعبية، اغتيل على يد القوات الجوية الإسرائيلية.

## مولده ونشأته
ولد القيسي في 1 يناير 1963 في مخيم الشابورة بمدينة رفح، وشارك في الانتفاضة الفلسطينية الأولى قبل بلوغه العشرين عاماً. تخرج وعمل مدرساً للرياضيات في مدارس الأونروا، ثم استقال من عمله لاحقاً للانخراط في العمل السياسي والعسكري.

## عمله في لجان المقاومة الشعبية
في أواخر عام 2000 ومع بداية الانتفاضة الفلسطينية الثانية تأسست حركة لجان المقاومة الشعبية وذراعها العسكري ألوية الناصر صلاح الدين بقيادة جمال أبو سمهدانة، وكان القيسي أحد أعضائها المؤسسين إلى جانب كمال النيرب وعبد الكريم القوقا وأبو عبد الكريم حماد.
اتهم الجيش الإسرائيلي القيسي بكونه أحد العقول المدبرة للعمليات التفجيرية في إيلات 2011.
في 18 أغسطس 2011 اختير القيسي لتولي منصب الأمين العام للجان المقاومة الشعبية خلفاً لكمال النيرب بعد اغتياله عقب العمليات التفجيرية المذكورة.

## اغتياله
في 14 يناير 2012 تسبب انفجار في منزل القيسي برفح في مقتل أحد أفراد أسرته، خالد القيسي، وإصابة 5 آخرين، فيما لم يكن القيسي نفسه متواجداً في المنزل وقت الانفجار.
في مساء الجمعة 9 مارس 2012 قامت القوات الجوية الإسرائيلية باغتيال القيسي ومعه محمود الحنني، وهو أسير محرر في صفقة وفاء الأحرار ومبعد من نابلس بصاروخ من طائرة حربية استطلاعية أثناء مرورهم بسيارتهم في منطقة تل الهوى بمدينة غزة، وأصيب شخص ثالث في الغارة. وقد وصل القيسي والحنني إلى مجمع الشفاء الطبي أشلاء ممزقة وقد فصل رأس القيسي عن جسده.
واتهمت إسرائيل القيسي بأنه كان يخطط لتنفيذ عملية ضد الجيش الإسرائيلي على الحدود المصرية الإسرائيلية.
أدان حزب الله عملية اغتيال القيسي في بيان صادر عنه. وأدى مقتل القيسي إلى اندلاع اشتباكات بين غزة وإسرائيل.